# Zdzisław Czapski
Zdzisław Czapski (ur. 6 października 1925 w Przesmykach koło Siedlec, zm. 11 grudnia 2008) – polski zoolog i parazytolog, profesor i prorektor Akademii Wychowania Fizycznego w Poznaniu.

## Życiorys
W latach okupacji służył w Szarych Szeregach pseudonim Fis. W 1952 ukończył studia pierwszego stopnia w zakresie biologii na Wydziale Biologii i Nauk o Ziemi Uniwersytetu im. Adama Mickiewicza w Poznaniu. Do pierwszej pracy skierowany został do Owińsk, gdzie był nauczycielem Szkoły Podstawowej dla Moralnie Zagrożonych. W latach 1953–1965 zatrudniony był w Zakładzie Biologii Akademii Medycznej w Poznaniu, kierowanym przez prof. Czesława Gerwela. W 1956 uzyskał magisterium z biologii, w 1965 obronił rozprawę doktorską Galba oculta jako nowy żywiciel pośredni motylicy wątrobowej Fasciola hepatica. W tym samym roku przeszedł do pracy w Wyższej Szkole Wychowania Fizycznego w Poznaniu (późniejsza Akademia Wychowania Fizycznego), gdzie został kierownikiem Pracowni Ochrony Przyrody, wówczas pierwszej tego typu jednostki naukowo-dydaktycznej w polskich wyższych szkołach wychowania fizycznego. W 1970 przystąpił do organizacji (i kierował do 1994) Zakładem Biologii z Pracownią Ochrony Przyrody (przy Katedrze Nauk Biologicznych); w ciągu tego ćwierćwiecza jednostka kilkakrotnie zmieniała nazwę (Zespół Dydaktyczny Biologii z Pracownią Ochrony Przyrody, Zakład Biologii i Ochrony Przyrody), a w 1994, w roku odejścia Zdzisława Czapskiego z uczelni, zyskała status katedry. 
W 1978 na Wydziale Biologii i Nauk o Ziemi Uniwersytetu Adama Mickiewicza Czapski przedstawił rozprawę habilitacyjną Biologiczne aspekty epidemiologii fasciolozy (Poznań 1977). W 1990 został powołany na stanowisko profesora Akademii Wychowania Fizycznego. Przez dwie kadencje pełnił na uczelni funkcję prorektora – w latach 1978–1981 ds. studenckich, w latach 1981–1984 ds. nauki. W 1979 uczestniczył w Światowym Kongresie Parazytologicznym w Warszawie i pełnił obowiązki sekretarza naukowego jednej z sekcji. W 1994 zrezygnował z pracy na uczelni ze względu na chorobę. 
Ogłosił kilkadziesiąt prac naukowych w czasopismach krajowych i zagranicznych, a także skrypt (z Marią Czapską) Wskazówki do ćwiczeń z biologii (Poznań 1974, wznowienia 1978, 1995). Prace dotyczyły biologii i epidemiologii fasciolozy, oceny biologicznych skażeń środowiska, problematyki ochrony przyrody w związku z organizowaniem zajęć ruchowych na świeżym powietrzu. Badał cykl rozwojowy motylicy wątrobowej (Fasciola hepatica), jako pierwszy wykazał, że żywicielem pośrednim motylicy jest ślimak Galba occulta, czym przyczynił się do opracowania sposobów zwalczania fasciolozy u zwierząt hodowlanych.
Na Akademii Medycznej prowadził zajęcia z parazytologii, na Akademii Wychowania Fizycznego z biologii ogólnej, zoologii, botaniki, ochrony przyrody, ochrony środowiska. Wprowadził zagadnienia parazytologiczne dla studentów wychowania fizycznego, opracował oryginalny program zajęć dydaktycznych na potrzeby przedmiotu "ochrona środowiska", uwzględniający dział potencjalnych zagrożeń zdrowotnych dla osób uprawiających sport i rekreację w środowisku skażonym pasożytami. Pod jego kierunkiem przygotowano niemal 150 prac magisterskich, w tym 74 dotyczyło zagadnień parazytologicznych. Był również promotorem rozprawy doktorskiej Hanny Mizgajskiej-Wiktor (Przeżywanie i przemieszczanie się jaj Ascaris sp. w glebie, 1989), która przejęła później kierownictwo Zakładu Biologii i Ochrony Przyrody. Za swoją pracę otrzymał między innymi: Krzyż Kawalerski Orderu Odrodzenia Polski, Złoty Krzyż Zasługi, Złotą Odznakę Zasłużonego Działacza Kultury Fizycznej, Medal Komisji Edukacji Narodowej, Brązowy Medal „Za zasługi dla obronności kraju”.